# ماهی در آب
ماهی در آب (به اسپانیایی: El pez en el agua) یک کتاب رمان نوشته شده توسط نویسنده اهل پرو، ماریو بارگاس یوسا، است که در سال ۱۹۹۳ میلادی منتشر شد و در آن نویسنده خاطرات خود را بازگو می‌کند. این زندگینامه دو دورهٔ مهم زندگی وارگاس یوسا را پوشش می‌دهد: سال‌های بین ۱۹۴۶ و ۱۹۵۸ که در آن دوره او دوران کودکی دشوار خود را طی می‌کرد و رابطه با پدرش را سرآغاز کار ادبیش می‌داند. دوره دوم شامل زمانهٔ اوج فعالیت‌های سیاسی به ویژه حوادث مربوط به نامزدی برای ریاست جمهوری پرو است که با شکست در برابر آلبرتو فوجیموری در سال ۱۹۹۰ پایان یافت.

## مضامین
این کتاب به دوازده فصل تقسیم شده‌است که در آن نویسنده داستان خود را با موضوعاتی در مورد زندگی دوران کودکی و رویدادهای مرتبط با فعالیت سیاسیش در پرو می‌پردازد. در کنار این خاطرات، بارگاس یوسا در مورد بسیاری از تجربیاتی که برای خودش مهم بود نیز صحبت می‌کند، مانند رویدادهایی که زمانی که به نظر می‌رسید پدرش مرده‌است رخ داد، اولین کار خود را در روزنامه لا سرونیکا و… او همچنین حقایق مربوط به فعالیت سیاسی خود، مانند مشارکت او در جنبش مخالف با آلن گارسیا، رئیس‌جمهور پرو در سال ۱۹۸۷، و مبارزاتش به عنوان نامزد ریاست جمهوری پرو در سال ۱۹۹۰ را در این کتاب افشا کرد. یکی از خاطراتی که در این اثر نویسنده نوشت، مربوط به زمانی است که او در تیم جوانان Universitario de Deportes، باشگاه فوتبال پرویی که خود از طرفداران آن است، بازی کرد. او دربارهٔ این روز می‌گوید:
یکی از شادترین روزهای زندگی من این بود که در یک روز یکشنبه، هنگامی که توتو تری، یکی از بزرگترین افراد در محلهٔ محل سکونت من، مرا به ورزشگاه ملی برد و من را در تیم جوانان یونیورسیتاریو د دپورتس در برابر تیم دپورتیوو مونیسیپال بازی داد. وارد شدن به آن میدان بزرگ، پوشیدن لباس کرم رنگ تیم من، این بهترین چیزی است که برای هرکس می‌تواند رخ دهد.
- ماریو ورگاس لوسا.

## فصل‌های کتاب
1. مردی که پدر من بود
2. میدان سن مارتین
3. لیمای وحشتناک
4. جبهه دموکراتیک
5. دانشجوی دانشکده افسری
6. دین، شهرداری‌ها و پیشینه
7. روزنامه‌نگاری و بوهمیا
8. جنبش آزادی
9. عمو لوچو
10. زندگی عمومی
11. رفیق آلبرتو
12. جذبه و اژدهایان
13. خیاط شجاع
14. فکری ارزان
15. خاله جولیا
16. این تغییر بزرگ
17. پرنده-میترا
18. جنگ کثیف
19. سفر به پاریس
20. نقطه پایان